# Andrea Adamo
Andrea Adamo (Erice, 22 augustus 2003) is een Italiaans motorcrosser. Hij werd wereldkampioen MX2 in 2023.

## Carrière
Van 2015 tot en met 2017 kwam Adamo uit in het Europese EMX150-kampioenschap, op Honda. Hij wist in 2017 de titel te behalen.
In 2019 maakte Adamo de overstap naar het EMX250-kampioenschap, op een Yamaha. Hij werd 23ste in de eindstand. Ook in 2020 kwam Adamo uit in deze klasse, maar hij raakte al vroeg op het seizoen geblesseerd waardoor zijn seizoen er op zat.
Vanaf 2021 kwam Adamo uit in het wereldkampioenschap motorcross MX2. Hij bleef bij het zelfde team, maar dat maakte de overstap naar GasGas. Hij wist regelmatig punten te scoren en werd veertiende in de eindstand.
In 2022 haalde hij het eindpodium tijdens de wedstrijd in Lombardije. Hij beëindigde het seizoen op de achtste plaats. Adamo maakte voor het eerst deel uit van het Italiaanse team voor de Motorcross der Naties. Italië eindigde op de vierde plaats.
Vanaf 2023 komt Adamo uit voor het fabrieksteam van KTM als ploegmaat van Liam Everts en Sacha Coenen.

## Palmares
2017:  Europees kampioen EMX150
2019: 43e in EMX250-klasse
2019: 46e in MX2-klasse
2020: 26e in EMX250-klasse
2021: 14e in MX2-klasse
2022: 8e in MX2-klasse
2023:  Wereldkampioen MX2-klasse
2024: 6e in MX2-klasse
| 1 | 16-04-2023 | Trente (Italië)    | Pietramurata        |
| 2 | 30-07-2023 | Finland            | Vantaa              |
| 3 | 23-03-2025 | Europa (Frankrijk) | Saint-Jean-d'Angély |
| 4 | 13-04-2025 | Trente (Italië)    | Pietramurata        |
| 5 | 04-05-2025 | Portugal           | Águeda              |
| 6 | 01-06-2025 | Duitsland          | Teutschenthal       |